# きくちべんりカー
きくちべんりカーとは、熊本県菊池市で運行するコミュニティバスである。運行は熊本電鉄バスに委託されている。

## 概要
隈府地区を右回り、菊池地区を左回りとしているが、合わせて8の字形の周回コースになっており、右回りと左回りの間は継続乗車が可能。1日6便、日曜・祝日・振替休日および年末年始（12月31日 - 1月2日）は運休。
市民からは、「べんりカーは、便利かぁー」と親しまれている。べんりカーは、便利だなという意味の九州地方の方言。2008年11月14日には利用者数10万人を突破した。

## 運賃
- 運賃は、大人100円／子供50円の均一運賃である。
- 障害者手帳を所持している者及びその介助者は半額となる。
- 6月の第1月曜からの1週間は運行開始記念週間、2月の第1月曜からの1週間は、利用促進週間として、市が運行事業者へ追加補助を行うことにより運賃半額を実施する。
- 支払いは現金のほか、くまモンのIC CARD・クレカ等決済・SUNQパス（北部九州版・南部九州版・全九州版）でも利用可。わくわく1dayパス（熊本県内版）は当バスでは使えない。専用回数券はない。

## 沿革
- 2002年10月 - 11月 - 試験運行。
- 2004年6月 - 正式に運行開始。
- 2009年6月17日 - 菊池ライオンズクラブより、9か所の停留所へ10台の待合ベンチが寄贈された。
- 2010年6月18日 - 菊池市の交通体系について、その取り組みが顕著であるとして国土交通大臣表彰を受賞。

## 系統
■東回り＜隈府＞コース（旧・右回り）
- 電鉄プラザ→菊池中央病院→市民広場→老人福祉センター入口→総合体育館入口→菊池温泉→医師会立病院→女子高前→中央公民館→南中学校入口→大琳寺→菊池中央病院西口→電鉄プラザ

■西回り＜菊之池＞コース（旧・左回り）
- 電鉄プラザ→袈裟尾→軌道敷跡→北園団地→きくちのまんま→西部市民センター→深川→北宮→南中学校入口→市役所→警察署→菊池中央病院西口→電鉄プラザ

両コースを1台の車両において交互に運行するが、一方のコースからもう一方のコースへ利用する場合は電鉄プラザで車両を降りる事なく引き続き乗車できる（運賃は同額のまま追加加算されない）。

## 車両
小型の路線車両である三菱ふそう・エアロミディMK（関東バスからの移籍車で元西東京市コミュニティバス「はなバス」専用車）が専用車両として使用される（車両都合時は他の小型車両が代走）。
以前は赤色のマイクロバス（三菱ふそう・ローザ）が専属で使用され、のちに電鉄カラーに塗り替えられたが、上記の車両へ代替により廃車された模様。